# Metilakrilat
Metilakrilat spada med lahko vnetljive tekočine. Je brezbarven, strupen, z močno zbadajočim vonjem. Tekočina je zelo hlapna in hlapi se lahko vžgejo. Je slabo topen v vodi,zelo topen pa v alkoholih, etrih in organskih topilih. Zelo hitro polimerizira, če ni stabiliziran. Pri segrevanju lahko polimerizira, tudi če je stabiliziran, zato obstaja nevarnost razleta posode. Metilakrilat se uporablja za izdelavo premazov, lepil, plastike, vlaken, črnila, tekstila.Uporablja se ga tudi za kemično sintezo. Ko ga uporabljajo v lateks barvah, imajo akrilni polimeri zelo nizko temperaturno fleksibilnost in odlično odpornost proti vodi in soncu.

## Ugotovitve o nevarnih lastnostih:
Metilakrilat je strupen in se resorbira skozi kožo. Vdihavanje hlapov povzroča močno draženje dihalnih organov in kože. 

## Ukrepi za prvo pomoč:
Ponesrečenca prenesemo na svež zrak. Tesno obleko zrahljamo. Pri zastoju dihanja mu dajemo do prihoda zdravnika umetno dihanje. Kontaminirane dele obleke takoj odstranimo, prizadete dele telesa pa temeljito speremo z vodo. Pri poškodbah oči je treba oko 10-15 minut spirati z vodo. Takoj moramo poklicati zdravniško pomoč.

## Ukrepi ob požaru:
Za gašenje majhnih požarov uporabljamo vodo, aparate na prah ali ogljikov dioksid, za velike požare peno ali razpršen vodni curek.Takoj obleči plinotesno specialno obleko z izolacijskim aparatom za dihanje. Obstaja velika nevarnost eksplozije.

## Ukrepi ob nezgodnih izpustih
Ob nezgodih izpustih je treba izključiti vse možne vire vžiga, vsi morajo uporabljati osebna zaščitna sredstva. Ne smejo vdihavati hlapov. Če pride do izlitja v zaprtem prostoru, morajo vse osebe takoj zapustiti prostor. Poskrbeti je treba za zadostno prezračevanje. Preprečiti je treba izlitje v kanalizacijo, stanovanjske kleti in podobno. Okoliško prebivalstvo je treba opozoriti na nevarnost in ga po potrebi evakuirati. Obvestiti je potrebno pristojne službe.

## Ravnanje z nevarno snovjo/pripravkom in skladiščenje
Da bi preprečili polimerizacijo, mora biti metilakrilat vedno shranjen v zračnem prostoru in nikoli v bližini inertnih plinov. Temperatura v skladišču ne sme presegati 35 C. Posode ne smemo nikoli puščati odprte. Odsesavati nastale hlape. Cisterna mora biti iz nerjavečega jekla ali aluminija. Metiakrilat je potrebno skladiščiti v skladu s predpisi o skladiščenju tekočih lahko vnetljivih snovi.

## Nadzor nad izpostavljenostjo/varnost in zdravje pri delu
Dobro prezračevanje,izsesavanje iz spodnjih delov prostora, predvideti je treba možnost za izpiranje tal, skrajna čistoča na delovnih mestih, varnostni ukrepi pred elektrostatičnimi naboji, gasilna pregrinjala, steklenice za izpiranje oči, označevanje zasilnih izhodov, prostori, kjer so nameščene priprave za prvo pomoč, morajo biti jasno označeni in delavcem dobro poznani; zaprte in ozemljene naprave, hlape izsesavamo na mestih nastanka, posode morajo biti nepropustno zaprte, shranjene v dobro zračenem prostoru, prepovedano je jesti, piti in hraniti živež v delovnih prostorih. Obleko, prepojeno s snovjo takoj zamenjamo, ognjavarna antistatična zaščitna obleka, zaščitne rokavice in očala in po potrebi zaščita dihal z zaščitno masko s filtrom A.

## Obstojnost in reaktivnost
Hlapi se lahko vžgejo. Tekočina je zelo hlapna. Hlapi tvorijo eksplozivne zmesi z zrakom, ki so težje od zraka. Eksplozijsko območje 2,8 do 18,6 vol.%

## Toksikološki podatki
Tekočina je strupena in se resorbira skozi kožo. Povzroča poškodbe ledvic in jeter. Vdihavanje hlapov povzroča močno draženje dihalnih organov in kože. Stik s tekočino draži oči in kožo.